# Trachemys nebulosa hiltoni
Trachemys nebulosa hiltoni – żółw błotny z rodzaju Trachemys, podgatunek Trachemys nebulosa; wcześniej uważany za podgatunek żółwia ozdobnego (Trachemys scripta), a niekiedy jeszcze innych gatunków.
WielkośćDługość karapaksu samców do 32,0 cm, samic do 35,1 cm.
WystępowanieZachodni Meksyk – stany Sinaloa i Sonora.